# Буенос-Айрес (озеро)
Буе́нос-А́йрес (ісп. Buenos Aires) — озеро льодовикового походження в Патагонських Андах, на кордоні Аргентини та Чилі. В Аргентині має назву Буенос-Айрес, а в Чилі — Хенера́ль-Карре́ра (ісп. General Carrera). Індіанська назва озера Челе́нко (теуельче Chelenko — Озеро Штормів).
Озеро розташоване на висоті 217 м над рівнем моря. Площа — 2 400 тис. км², з них 881 км² в Аргентині (за іншими даними площа озера становить 1 900 км², з яких 850 км² в Аргентині). Буенос-Айрес є четвертим найбільшим озером в Аргентині і найбільшим у Чилі.
На заході східні схили Андів утворюють фйордоподібні береги.
З озера витікають річки Бейкер до Тихого океану та Ріо-Десеадо до Атлантичного океану.
Озеро було відкрите Франсіско Морено, він же дав йому назву Буенос-Айрес.

## Галерея

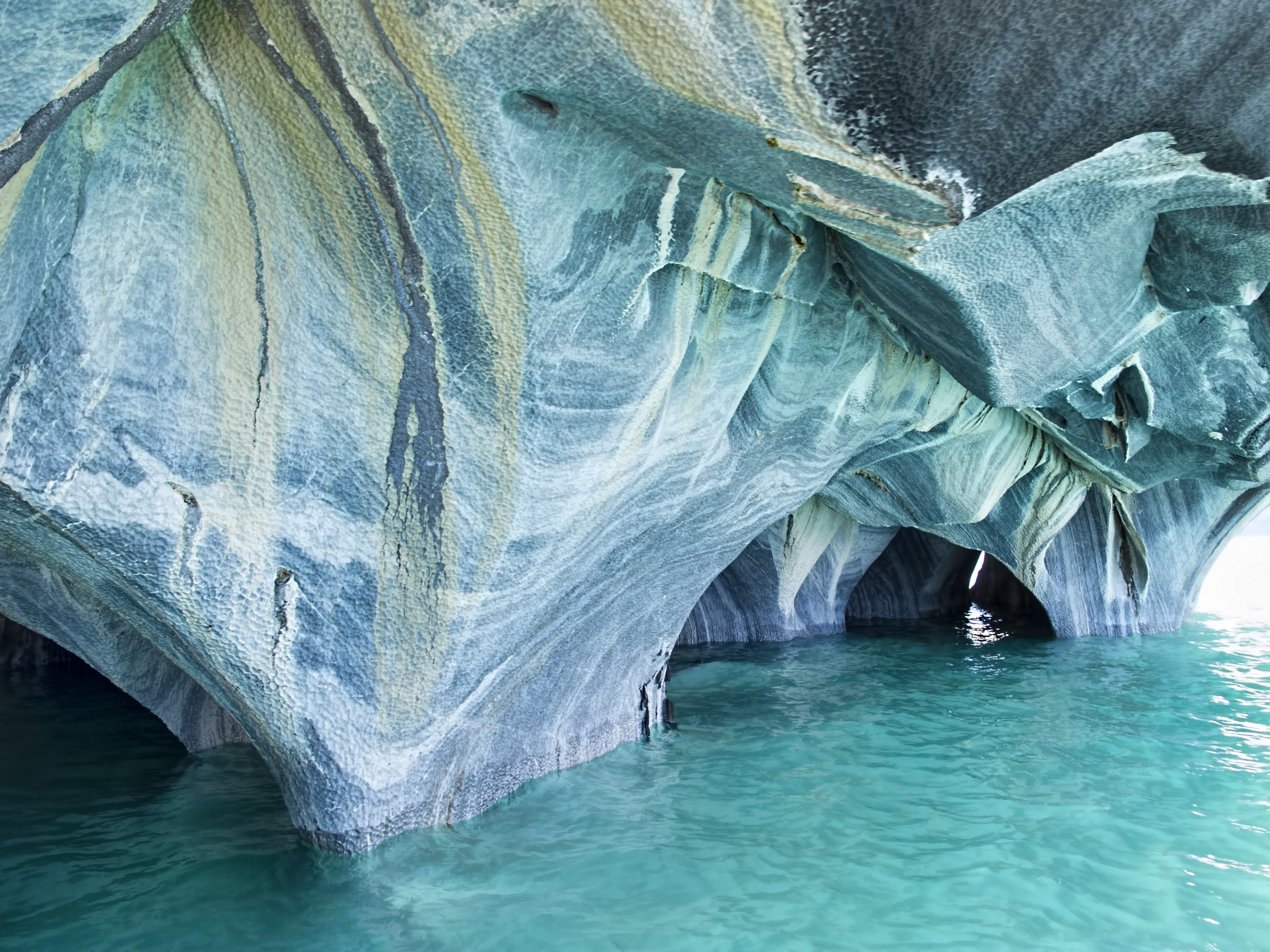
Мармуровий собор